# Åsbräcka landskommun
Åsbräcka landskommun var en tidigare kommun i dåvarande Älvsborgs län.

## Administrativ historik
Kommunen bildades  i Åsbräcka socken i Flundre härad i Västergötland när 1862 års kommunalförordningar trädde i kraft.
Vid kommunreformen 1952 uppgick den i Flundre landskommun som upplöstes 1971 då denna del uppgick i Lilla Edets kommun.